# Whispering
Whispering ist ein Song der Tin-Pan-Alley-Autoren John Schonberger, Richard Coburn und Vincent Rose (Komposition) sowie Malvin Schonberger (Text). Seine Interpretation durch das Paul Whiteman Orchestra, veröffentlicht im September 1920, war der erste Millionenseller der Popmusikbranche.

## Entstehungsgeschichte
Der Song, der in der Liedform AB abgefasst ist, wird in moderatem Tempo vorgetragen. Die Komposition umfasst 32 Takte.

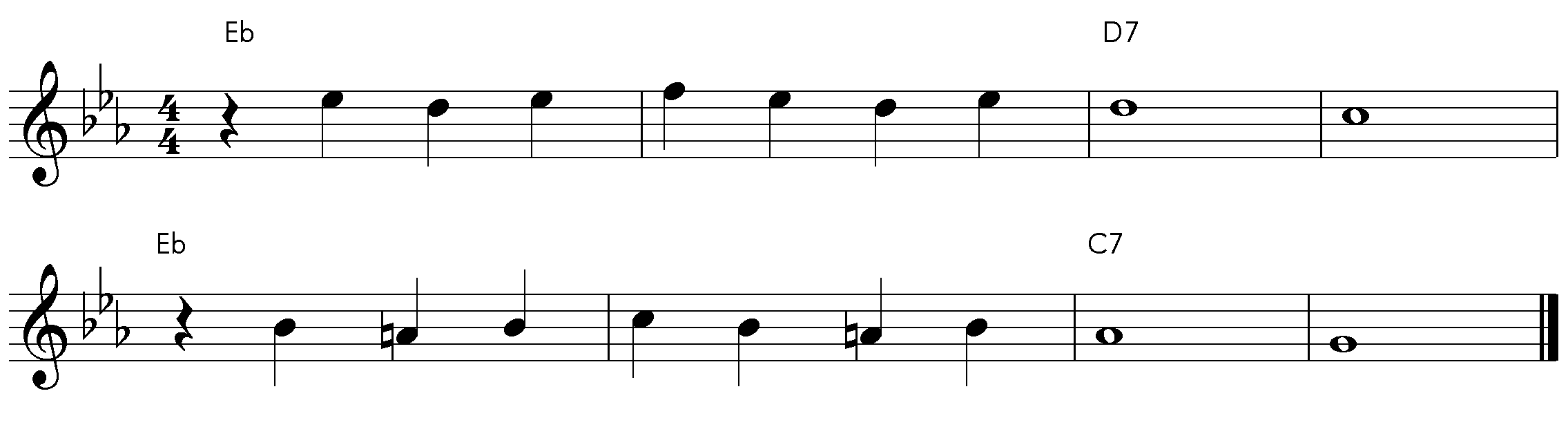

Paul Whitemans Orchester wurde am 18. Dezember 1918 die Hausband des berühmten Fairmont Hotels in San Francisco, wo er innerhalb seines Zweijahresvertrages in der Stadt erstmals seinen Bigband-Sound präsentierte. Zwischen dem 28. Juni und dem 2. Juli 1920 trat er mit seinem Orchester im Ambassador-Hotel in Atlantic City auf, wo er von Calvin Child, einem Angestellten der Victor Talking Machine Company entdeckt wurde und einen Plattenvertrag unterschrieb. Bereits für den 23. August 1920 war die erste Aufnahmesession in Camden/New Jersey anberaumt. Unter den ersten drei Aufnahmen befanden sich auch Whispering, als A-Seite der ersten Single des Orchesters ausgewählt, und die B-Seite The Japanese Sandman. Hierbei handelte es sich um eine akustische Aufnahme; eine „orthophonische“ (elektrische) Version entstand am 15. Februar 1928.

## Erster Millionenseller der Pop-Musik

Paul Whiteman & His Ambassador Orchestra - Whispering

Die im September 1920 veröffentlichte Platte wurde innerhalb eines Jahres, noch als Paul Whiteman & The Ambassador Orchestra (Victor # 18690) tituliert, fast 2 Millionen Mal umgesetzt. Die Platte machte Whiteman über Nacht berühmt und etablierte sein Orchester als wichtigste Tanzband der Zeit; sein Musikstil wird häufig als „symphonischer Jazz“ eingeordnet. Die fast 2 Millionen Platten von Whispering entsprachen ungefähr der Anzahl der Plattenspieler in den USA zu jener Zeit. Ab September 1920 spielte Whitemans Orchester für vier Jahre im New Yorker Palais Royal, dem größten Café der Stadt.

## Coverversionen
Richard Coburn, Vincent Rose und John & Malvin Schonberger sind die Komponisten des Songs, der später der ASCAP zufolge noch 65 Mal gecovert wird.
In Deutschland nahmen die Orchester von Dajos Béla (als „Kapelle Sándor Józsi“) bei Odeon, Marek Weber bei Parlophon und das Bohème-Orchester bei Beka den Titel instrumental auf.
Eine zeitgenössische gesungene deutsche Version mit dem Titel Sag mir was Liebes, süße Kleine wurde von Will Steinberg (1892–1934) getextet. Die Comedian Harmonists nahmen die englischsprachige Version von Whispering am 17. Dezember 1934 in Berlin auf (HMV B.8274). Helge Schneider nahm 1999 eine Version für sein Coveralbum "Eiersalat in Rock" auf.
Im Jazz wurde der Titel u. a von Louis Armstrong, Tommy Dorsey, Benny Goodman, Teddy Wilson, Red Nichols, Lennie Tristano, Chet Atkins, Arnett Cobb, Oscar Peterson/Benny Carter, Schnuckenack Reinhardt, Häns’che Weiss und den Frankfurt Swing All-Stars interpretiert; Miles Davis spielte „Whispering“ am 17. Januar 1951 bei seiner ersten Session für Prestige mit Sonny Rollins ein. Dizzy Gillespie verwendete die Komposition als bebop head für sein populäres Thema Groovin’ High.
Das erfolgreichste Cover jedoch stammt von den Geschwistern Nino Tempo & April Stevens, die den Song als Pop-Duett am 21. Oktober 1963 aufnahmen und damit bis zur Nummer elf der Charts vordrangen.
Eine Fassung mit deutschem Text zwischen Satire und Frivolität unter dem Titel Laß mich Dein Badewasser schlürfen wird fälschlich den Comedian Harmonists zugeschrieben. Die früheste derzeit bekannte Aufnahme findet sich erst 1969 auf einer LP von Gus Backus. 1979 wurde eine Fassung mit diesem Titel von den Viel-Harmonikern veröffentlicht.

## Weiterer Millionenseller
Whiteman entwickelte sich zu einem der erfolgreichsten Interpreten des Victor-Kataloges, denn von der am 22. August 1922 aufgenommenen Three O’Clock In The Morning wurden nach ihrer Veröffentlichung im September 1922 gar 3,4 Millionen Schellackplatten für Grammophone verkauft.